# 샌디 월시
샌디 헨니 월시(네덜란드어: Sandy Henny Walsh, 1995년 3월 14일 ~ )는 벨기에 태생 인도네시아의 축구 선수로 현재 타이 리그 1의 부리람 유나이티드에서 라이트 백으로 뛰고 있으며 귀화 전에는 네덜란드 청소년 대표팀에서 활약하였다.